# Nimboa pauliani
Nimboa pauliani is een insect uit de familie van de dwerggaasvliegen (Coniopterygidae), die tot de orde netvleugeligen (Neuroptera) behoort. 
De wetenschappelijke naam Nimboa pauliani is voor het eerst geldig gepubliceerd door Kimmins in 1960.